# LG아트센터
LG아트센터 서울은 2022년 10월, 서울특별시 강서구 마곡중앙로 136 (마곡동, LG아트센터 서울)에서 새롭게 개관했다.

## 역사
2000년 3월에 개관하였으며 LG그룹 산하의 연암문화재단에서 운영하고 있다.2019년 7월 이후엔 공연을 중단하고 2020년엔 마곡지구로 이전 될 예정이었으나 공사 중단 상태로 인해 2022년으로 변경되었다.

## 특징
'CoMPAS(Contemporary Music & Performing Arts Season)'라는 시스템으로 시즌 별로 다른 공연을 하고 있다. 클래식, 대중음악, 연극, 무용 4개의 장르를 다룬다. 각 장르 별로 패키지로도 판매한다. 자유 패키지로 혼합하여 관람도 가능하다. 봄, 가을엔 일반 공연들이 이루어지고, 여름과 겨울엔 뮤지컬 공연들이 주로 편성된다.

## 근접한 건물
- 코엑스 마곡 르웨스트